# Reinhard Scheer
Reinhard Scheer, född 30 september 1863 i Obernkirchen i Tyskland, död 26 november 1928, var en tysk amiral. Han förde befälet över den tyska Kaiserliche Marines högsjöflotta vid Skagerrakslaget, en av de största marina sammandrabbningarna i historien. Scheer gifte sig med Emillie Mohr år 1899. Hon mördades den 9 oktober 1920.
Scheer inträdde 1879 i tyska marinen, där han 1882 befordrades till löjtnant. Han deltog 1884 i undertryckandet av oroligheterna i Kamerun och var 1888–1890 vaktofficer på kryssarkorvetten "Sophie", som blockerade östafrikanska kusten, varvid han ådagalade tapperhet i flera landstigningsstrider. Scheer avancerade 1893 till kaptenlöjtnant, kommenderade till 1903 första torpedavdelningen, användes 1897–1900 och 1903–1907 i riksmarinstyrelsen. Åren 1907–1909 var han chef på linjeskeppet "Elsass". Han blev utnämnd till Kapitän zur See och blev 1909 chef för högsjöflottans stab och avancerade som sådan 1910 till konteramiral. År 1911 blev Scheer direktör för marindepartementet, 1913 chef för andra eskadern och 1915 viceamiral. 
Efter amiral Hugo von Pohls insjuknande erhöll han i januari 1916 befälet över tyska högsjöflottan. Scheer, som var strikt disciplinerad, var känd i den tyska flottan som "Mannen i järnmasken" på grund av sitt allvarliga uttryck. Den 30 maj ledde Scheer högsjöflottan i Skagerrakslaget. Trots att han inte besegrade den brittiska Grand Fleet, undvek han skickligt att hans egen flotta tillintetgjordes av den numerärt överlägsna Royal Navy, och hans fartyg förorsakade stor skada på de brittiska. Scheer blev befordrad till amiral och erbjöds riddarskap för sitt ledarskap vid Skagerrakslaget av den tyske kejsaren Vilhelm II, men han avböjde erbjudandet (hans underordnade viceamiral Franz Hipper som ledde slagkryssarna avböjde inte samma erbjudande och han blev därmed känd som Franz Ritter von Hipper). 
Efter Skagerrakslaget trodde inte Scheer att Tyskland kunde besegra britterna med sin högsjöflotta och han blev en stark förespråkare för ubåtskriget mot Storbritannien. Han kvarstod i befälet över högsjöflottan till 1918, då han blev chef för amiralstaben. Som sådan genomdrev han antagandet av ett omfattande nybyggnadsprogram, som dock inte hann genomföras. Han skrev Deutschlands Hochseeflotte im Weltkrieg (1920). Scheer pensionerades 1918 efter Kielupproret och revolutionen i Tyskland. I december 1924 höll Scheer föredrag i Stockholm. År 1928 accepterade Scheer en inbjudan att besöka sin gamle motståndare från Skagerrakslaget, amiral John Jellicoe, i England, men avled strax innan avresan i Marktredwitz. Han ligger begravd i Weimar.